# Дуньяма, Ладислас
Ладислас Дуньяма (фр. Ladislas Douniama; род. 24 мая 1986, Браззавиль) — конголезский футболист, нападающий французского клуба «Ростренен». Выступал в сборной Республики Конго.

## Клубная карьера
В детстве перебрался во Францию, где с 12 лет начал заниматься футболом в академии «Тулузы», а в 2000 году перешёл в академию клуба «Монпелье».
Во взрослом футболе дебютировал в 2002 году выступлениями за любительскую команду «Кастелнау Ле-Крес», в которой провел два сезона, приняв участие в 54 матчах чемпионата.
В течение 2004-2006 годов защищал цвета команды клуба «Ним Олимпик».
Своей игрой за последнюю команду привлек внимание представителей тренерского штаба клуба «Орлеан», в состав которого присоединился в 2006 году. Сыграл за команду из четвертого по силе французского дивизиона следующие три сезона. Большинство времени, проведенного в составе «Орлеана», был основным игроком атакующей звена команды и одним из её главных бомбардиров, имея среднюю результативность на уровне 0,38 гола за игру первенства.
В 2009 забивным африканцем заинтересовалось руководство клуба «Лилля», в составе которого он провел следующий сезон, играя, впрочем, только за вторую команду клуба.
Впоследствии с 2010 по 2013 год играл в составе команд клубов «Генгам», «Лорьян» и «Арль-Авиньон» (на условиях аренды).
В состав клуба «Генгам» во второй раз присоединился в 2013 году. С 2015 года по 2016 выступал за «Страсбур».

## Карьера в сборной
Дебютировал Ладислас за национальную сборную Республики Конго в матче против сборной Судана 8 июня 2008 года. Был включен в состав сборной на Кубок африканских наций 2015 в Экваториальной Гвинеи. В настоящее время Дуньяма провёл за сборную 14 матча и забил 2 гола.

### Голы за сборную
| № | Дата            | Место                                                                 | Матч | Соперник            | Счёт | Результат | Турнир                   | Примечание                                          |
| - | --------------- | --------------------------------------------------------------------- | ---- | ------------------- | ---- | --------- | ------------------------ | --------------------------------------------------- |
| 1 | 14 ноября 2009  | Эштадиу да Сидадела, Луанда, Ангола                                   | 6    | Ангола              | 1–1  | 1–1       | Товарищеский матч        |                                                     |
| 2 | 11 ноября 2011  | 12 июля, Сан-Томе, Сан-Томе и Принсипи                                | 10   | Сан-Томе и Принсипи | 1–0  | 5–0       | Квалификация на ЧМ 2014  | Архивная копия от 6 августа 2018 на Wayback Machine |
| 3 | 14 октября 2012 | Стадион имени принца Абдуллы бин Джалави, Эль-Хаса, Саудовская Аравия | 16   | Саудовская Аравия   | 2–0  | 2–3       | Товарищеский матч        |                                                     |
| 4 | 1 июня 2014     | Муниципаль де Пойнте-Нойре, Пуэнт-Нуар, Республика Конго              | 20   | Намибия             | 3–0  | 3–0       | Квалификация на КАН 2015 |                                                     |

## Достижения

### «Генгам»
- Чемпион Лиги 2: 2012/13
- Обладатель Кубка Франции: 2013/14

### «Страсбур»
- Чемпион Насьоналя: 2015/16